# محمد المنير
محمد المنير عبد السلام (مواليد 8 أبريل 1992) لاعب كرة قدم ليبي يلعب ظهيرًا أيسر لنادي الأهلي طرابلس ومنتخب ليبيا.

## روابط خارجية
- محمد المنير على موقع الاتحاد الأوربي (الإنجليزية)
- محمد المنير على موقع الدوري الأمريكي (الإنجليزية)
- محمد المنير على موقع قاعدة بيانات كرة القدم.إي يو (الإنجليزية)
- محمد المنير على موقع ناشيونال فوتبول تيمز (الإنجليزية)
- محمد المنير على موقع Soccerway.com (الإنجليزية)
- محمد المنير على موقع كووورة